# 杰米·内斯
杰米·内斯（英語：Jamie Ness；1991年3月2日—）是一位蘇格蘭足球運動員。在場上的位置是中場。他現在效力於英格蘭足球甲級聯賽球隊斯坎索普联足球俱乐部。他也代表蘇格蘭各級國青隊參賽。

## 外部連結
- 足球数据库：Jamie Ness的球员统计数据
- Jamie Ness (U21)於scottishfa.co.uk